# Fernández (Santiago del Estero)
Fernández ist die Hauptstadt des Departamento Robles in der Provinz Santiago del Estero im nordwestlichen Argentinien. Aufgrund ihrer Bedeutung für die Landwirtschaft trägt Fernandez den Beinamen „Capital del Agro“. Die Stadt liegt 49 Kilometer von der Provinzhauptstadt Santiago del Estero entfernt und ist über die Ruta Nacional 34 mit ihr verbunden. In der Klassifikation der Gemeinden der Provinz ist sie als Gemeinde der 2. Kategorie eingeteilt. Fernandez wird auch als Hauptstadt der Agrikultur bezeichnet. Es gibt zwei Auffahrten zur Autoruta, die Acceso Norte und Sur genannt werden. Nördlich der Autoruta 34 befindet sich das Viertel „Las Americas“ in dem sich die Fundacion Centro de Capacitation de Fernández befindet sich eine Stiftung die 1984 von dem schwäbischen Pfarrer Sepp Majer gegründet wurde. Ansonsten bietet Fernández wenig Anreize für einen längeren Aufenthalt. Es gibt dennoch mehrere Hotels, größere Supermärkte und ein Bahnhofsgebäude mit der Bahnlinie, die nahezu parallel zur Ruta 34 verläuft.

## Bevölkerung
Fernández hat 11.681 Einwohner (2001, INDEC), das sind 29 Prozent der Bevölkerung des Departamento Robles.

## Söhne und Töchter der Stadt
- Luis Galván (1948–2025), Fußballnationalspieler